# Casildo Maldaner
Casildo João Maldaner (Carazinho, 2 de abril de 1942 — Florianópolis, 17 de maio de 2021) foi um advogado e político brasileiro, filiado ao MDB. Foi senador e governador do estado de Santa Catarina.

## Biografia
Bacharel em direito pela Universidade de Brasília, foi casado com Ivone e pai de três filhos.
Iniciou sua vida pública em 1962 como vereador em Modelo, mesorregião do Oeste Catarinense pela União Democrática Nacional (UDN). Foi deputado à Assembleia Legislativa de Santa Catarina na 8ª legislatura (1975 — 1979) e na 9ª legislatura (1979 — 1983). Foi deputado à Câmara dos Deputados na 47ª legislatura (1983 — 1987). Foi vice-governador de Santa Catarina, eleito em 1986 na chapa encabeçada por Pedro Ivo Campos (PMDB).
Com o falecimento do titular, em janeiro de 1990, assume a chefia do poder executivo estadual, exercendo o mandato até março de 1991, sendo até hoje o primeiro e único governador oriundo do oeste catarinense.
Foi eleito senador da República na 50.ª legislatura (1995-1999) e na 51.ª legislatura (1999-2003). Em 2006 foi eleito primeiro suplente do senador Raimundo Colombo (DEM-SC), pelo PMDB. Foi diretor do Banco Regional de Desenvolvimento do Extremo Sul até janeiro de 2011, quando Colombo renunciou ao mandato para assumir o governo de Santa Catarina.

## Morte
Casildo morreu vítima de câncer aos 79 anos de idade em Florianópolis. Seu corpo foi cremado no Cemitério Jardim da Paz de Florianópolis.